# KF Laçi
KF Laçi är en albansk fotbollsklubb från staden Laç. Klubben grundades 1960 under namnet Industriali Laç. Detta namn bar den ända fram till 1991 då namnet ändrades till KS Laçi. Från och med 1997 går klubben under namnet Klubi i Futbollit Laçi (Fotbollsklubben Laçi) eller förkortningen KF Laçi.
Säsongen 2013/2014 slutade Laçi på 3:e plats i Kategoria Superiore och kommer därmed att spela i Uefa Europa League 2014/2015.
Ordförande i fotbollsklubben är Pashk Laska och tränare Armando Cungu.

## Placering tidigare säsonger
| Säsong    | Nivå | Liga                | Placering | Referens |
| --------- | ---- | ------------------- | --------- | -------- |
| 2007/2008 | 2    | Kategoria e Parë    | 5         | [ 1 ]    |
| 2008/2009 | 2    | Kategoria e Parë    | 1         | [ 2 ]    |
| 2009/2010 | 1    | Kategoria Superiore | 4         | [ 3 ]    |
| 2010/2011 | 1    | Kategoria Superiore | 4         | [ 4 ]    |
| 2011/2012 | 1    | Kategoria Superiore | 8         | [ 5 ]    |
| 2012/2013 | 1    | Kategoria Superiore | 7         | [ 6 ]    |
| 2013/2014 | 1    | Kategoria Superiore | 3         | [ 7 ]    |
| 2014/2015 | 1    | Kategoria Superiore | 5         | [ 8 ]    |
| 2015/2016 | 1    | Kategoria Superiore | 7         | [ 9 ]    |
| 2016/2017 | 1    | Kategoria Superiore | 6         | [ 10 ]   |
| 2017/2018 | 1    | Kategoria Superiore | 4         | [ 11 ]   |
| 2018/2019 | 1    | Kategoria Superiore | 6         | [ 12 ]   |
| 2019/2020 | 1    | Kategoria Superiore | 3         | [ 13 ]   |
| 2020/2021 | 1    | Kategoria Superiore | 4         | [ 14 ]   |
| 2021/2022 | 1    | Kategoria Superiore | 2         | [ 15 ]   |
| 2022/2023 | 1    | Kategoria Superiore | 5         | [ 16 ]   |